# Batalla del Mont Lactari
La batalla del Mont Lactari (també coneguda com la batalla del Vesuvi) va tenir lloc al 552 o 553 durant la guerra gòtica lliurada en nom de Justinià I contra els ostrogots d'Itàlia.
Després de la batalla de Tagines, en la qual el rei ostrogot Totila va ser assassinat, el general romà d'Orient Narses va capturar Roma i va assetjar Cumes.
Teia, el nou rei ostrogot, va reunir les restes de l'exèrcit ostrogot i van marxar per acabar amb el setge de Cumes, però a l'octubre del 552 (o a principis del 553) Narses li va parar una emboscada al Mont Lactari a Campània, a prop de la muntanya del Vesuvi i Nuceria Alfaterna.
La batalla va durar dos dies i Teia va ser mort en el combat. El poder ostrogot a Itàlia va ser eliminat i la resta dels ostrogots van anar cap al nord i es van instal·lar al sud d'Àustria. Després de la batalla va donar lloc a una invasió dels francs, que també varen ser derrotats.